# サンダース島 (フォークランド諸島)
サンダース島（サンダースとう、英語：Saunders Island、スペイン語：Isla Trinidad）は、フォークランド諸島で4番目に大きな島である。フォークランド諸島に生息する5種のペンギン全てを見られる場所としても知られている。

## 歴史
サンダース島はイギリス人の最初の入植地となり、サンダース島の港であるエグモント港は1765年に建設された。

## 生息している生物
前述の通り、サンダース島はフォークランド諸島に生息する5種のペンギン全てを見られる場所として知られている。その内の4種のペンギンとして、オウサマペンギン、ジェンツーペンギン、イワトビペンギン、マゼランペンギン、キングペンギンが挙げられる。また海にはイロワケイルカやクジラが生息している。オオフルマカモメ、クロクビムナジロヒメウ、ズグロムナジロヒメウ、フォークランドカラカラといった鳥類も豊富である。それらのことから、重要野鳥生息地(IBA)にも指定されている。

## 地形
サンダース島は岩だらけの丘から広大な海岸線まで非常に多様な地形を持っている。また、北部に2つの大きな山があり、その2つを隔てる砂地が「ネック」というサンダース島の観光スポットにもなっている。

## 交通
サンダース島には空港があり、観光客の出入りは主にそこで行われる。

## 観光
サンダース島はその自然の豊かさを生かした観光がとても盛んである。サンダース島には前述のオウサマペンギン、ジェンツーペンギン、イワトビペンギン、マゼランペンギン、キングペンギンなどフォークランド諸島に生息している5種すべてのペンギンが生息している他、オオフルマカモメ、クロクビムナジロヒメウ、ズグロムナジロヒメウ、フォークランドカラカラといった鳥類も生息しているため、写真家などの撮影スポットにもなっている。